# Д’Азамбюжа, Люсьен Анри
Люсьен Анри д’Азамбюжа (фр. Lucien Henri d'Azambuja, 1884 −1970) — французский астроном.

## Биография
Родился в Париже. В 1899—1959 работал в Медонской обсерватории.
Основные труды в области изучения Солнца. Помогал А. А. Деландру в создании большого спектрогелиографа Медонской обсерватории и в течение многих лет осуществлял с помощью этого инструмента повседневное фотографирование хромосферы на всей площади диска Солнца. Выполнил важные исследования структуры солнечной хромосферы, солнечных волокон. Организовал издание «Синоптических карт хромосферы».
На протяжении многих лет был президентом комиссий по фотосферным явлениям и по солнечно-земным связям Международного астрономического союза, президент Французского астрономического общества (1949—1951).